# グリーン (武満徹)
グリーン（Green）は、武満徹が作曲した管弦楽のための作品。同時期に「ノヴェンバー・ステップス」も作曲された。

## 概要
この作品は、NHKからの委嘱で1967年に作曲が始められ、6月に完成した。武満自身の言葉によれば、この作品は「子供のための音楽」であると言っており、後に武満の友人の5人の子供に捧げられた。
初演は同年の11月に、森正の指揮とNHK交響楽団によって放送初演された。
当初『ノヴェンバー・ステップス第2番』と題された。それを受けて『ノヴェンバー・ステップス』に『第1番』と付記されたLPおよびその復刻のCDも存在する（ベルナルト・ハイティンク指揮、アムステルダム・コンセルトヘボウ管弦楽団、旧フィリップス録音、後にデッカで再発）。しかし『ノヴェンバー・ステップス』があまりにも有名になったので、『第2番』は『グリーン』と改題した。

## 楽器編成
フルート3（全員ピッコロ持ち替え、3番はアルトフルートも持ち替え）、オーボエ3（3番はイングリッシュホルン持ち替え）、クラリネット3（3番はピッコロとバスクラリネット持ち替え）、バスーン3（3番はコントラバスーン持ち替え）、ホルン3、トランペット3、トロンボーン3、チューバ、打楽器5人（クシロリンバ2、懸垂古代シンバル、チューブラーベル、指シンバル、ゴング3、タムタム2、中国風シンバル）、ハープ、チェレスタ、弦五部（12,12,10,8,6）

## 構成
3管編成であるが、管楽器や弦楽器の繊細で微妙な運動の中から、それまで武満の作品からは見られないような豊饒肥沃音楽の大地が生み出される。4分音なども使われ幽玄で繊細な音の風景が広がる。

## 演奏時間
約5分。
参考文献：ペータース社のスコア。